# 土田真翔
土田 真翔（つちだ まなと、2004年2月17日 - ）は、中央競馬（JRA）・美浦トレーニングセンターの騎手。福島県出身。

## 来歴
2022年3月に美浦・尾形和幸厩舎から騎手デビュー。2023年4月16日の福島12R（4歳上1勝クラス）でサノノヒーローに騎乗して1着となり、デビューから1年越しとなるJRA初勝利を挙げた。
2024年1月1日、美浦・尾形和幸厩舎から、フリーに所属変更となった。

## 騎乗成績

### 概要
|        | 日付          | 競馬場・開催    | 競走名           | 馬名               | 頭数 | 人気 | 着順 |
| ------ | ------------- | --------------- | ---------------- | ------------------ | ---- | ---- | ---- |
| 初騎乗 | 2022年3月5日  | 2回中山3日目1R  | 3歳未勝利        | ノーブルグレイシャ | 16頭 | 7    | 9着  |
| 初勝利 | 2023年4月16日 | 1回福島4日目12R | 4歳以上1勝クラス | サノノヒーロー     | 16頭 | 9    | 1着  |

### 年度別成績
土田真翔の年度別成績（netkeiba.com）参照